# 圣奥延
圣奥延（法語：Saint-Oyen，法語發音：[sɛ̃.t‿ɔjɛ̃]）是意大利瓦莱达奥斯塔的一个市镇。总面积9平方公里，人口218人，人口密度24.2人/平方公里（2009年）。ISTAT代码为007062。